# Leskeodon palmarum
Leskeodon palmarum là một loài rêu trong họ Daltoniaceae. Loài này được Mitt. Broth. mô tả khoa học đầu tiên năm 1907.